# Nicolás Messiniti
Nicolás Ariel Messiniti (Buenos Aires, 21 febbraio 1996) è un calciatore argentino, attaccante dell'Al Hamriyah.

## Caratteristiche tecniche
È un centravanti.

## Carriera
È cresciuto nelle giovanili dell'Independiente.
Nel 2017 è stato ceduto in prestito al San Martín (SJ), con cui ha esordito il 28 ottobre 2017 in occasione del match vinto 1-0 contro l'Estudiantes (LP).

## Statistiche

### Presenze e reti nei club
Statistiche aggiornate al 6 novembre 2019.
| Stagione        | Squadra          | Campionato      | Campionato | Campionato | Coppe nazionali | Coppe nazionali | Coppe nazionali | Coppe continentali | Coppe continentali | Coppe continentali | Altre coppe | Altre coppe | Altre coppe | Totale | Totale | Totale |
| Stagione        | Squadra          | Comp            | Pres       | Reti       | Comp            | Pres            | Reti            | Comp               | Pres               | Reti               | Comp        | Pres        | Reti        | Pres   | Reti   |        |
| --------------- | ---------------- | --------------- | ---------- | ---------- | --------------- | --------------- | --------------- | ------------------ | ------------------ | ------------------ | ----------- | ----------- | ----------- | ------ | ------ | ------ |
| 2017-2018       | San Martín (SJ)  | PD              | 4          | 0          | CA              | 0               | 0               |                    | -                  | -                  |             | -           | -           | 4      | 0      |        |
| 2018-2019       | Def. de Belgrano | PBN             | 10         | 2          | CA              | 0               | 0               |                    | -                  | -                  |             | -           | -           | 4      | 0      |        |
| 2019-2020       | Temperley        | PBN             | 4          | 2          | CA              | 0               | 0               |                    | -                  | -                  |             | -           | -           | 4      | 0      |        |
| Totale carriera | Totale carriera  | Totale carriera | 18         | 4          |                 | 0               | 0               |                    | -                  | -                  |             | -           | -           | 18     | 4      |        |